# Henri van Anrooy
Henri Anton van Anrooy (Amsterdam, 30 mei 1885 – Hilversum, 4 april 1964) was een Nederlands architect en ontwerper.

## Biografie
Henri van Anrooy was de zoon van een Amsterdamse advocaat en procureur Peter Gijsbert van Anrooy (1850-1925) en Margaretha Catharina Gallé (1857-1943).
Als architect werkte hij bij verschillende architecten in binnen- en buitenland.
Van Anrooy kreeg zijn opleiding bij architect Theo Rueter in Blaricum. Daarna werkte hij bij het bureau van De Bazel te Bussum en bij Berlage in Amsterdam. 
Hij woonde en werkte daarna in Wenen, Parijs en Zwitserland. In Zürich werkte hij bij architecten Karl Moser en E. Hess en in Wenen bij Joseph Hoffmann, de man achter de Wiener Werkstätte. Na te hebben gewerkt voor K.E. Osthaus in Westfalen werkte hij met J.L.M. Lauweriks. In 1914 ontwierp hij het paviljoen op de Werkbundtentoonstelling in Keulen, waarin schetsen van Berlage te zien waren.
Rond 1915 vestigde hij zich als architect in Hilversum, waar hij lid werd van het architectengenootschap Architectura et Amicitia. Hier was hij redactielid van Architectura en bij de opheffing van het tijdschrift in 1918 stapte hij over naar het blad Wendingen. Zijn kinderloos gebleven huwelijk uit 1921 met Jeanne de Kempenaer (1897-1945) werd eind 1932 ontbonden. Vanaf 1930 zijn geen werken meer van hem bekend. Hij onderscheidde zich met interieuropdrachten voor jaarbeursstands, zoals voor een koperpletterij, de Maatschappij tot Exploitatie van Zeepfabrieken en voor de Philips gloeilampenfabrieken.

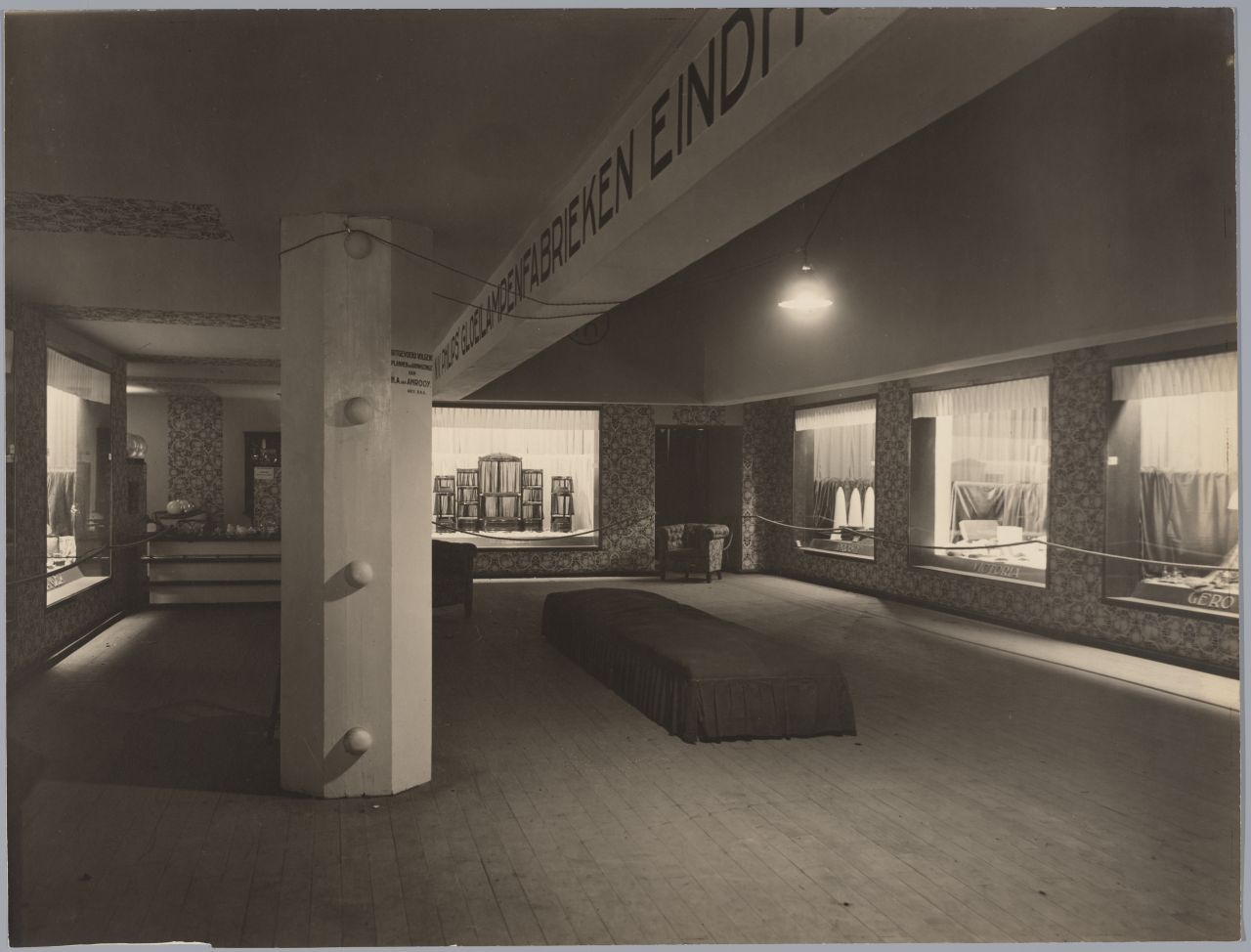
Jaarbeursstand Philips

Naast nieuwbouw deed Van Anrooy verbouwingen, onder andere een Stoomwasserij te Zaltbommel (1921) en een boerderij te Vleuten (1922).
Tot zijn dood woonde Henri in het huis dat zijn vader in 1901 in Hilversum door architect J.W. Hanrath had laten bouwen op de Trompenberg.

## Humanitaire gedachte
Zijn opdracht voor de Humanitaire school in Laren kwam voort uit zijn contacten met Koos van Rees. De school had nauwe banden met de Internationale Broederschap, een christen-anarchistische landbouwkolonie in Blaricum. Van Anrooy kwam in aanraking met de idealen van de broederschap via zijn eerste leermeester, architect Theo Rueter, die tot de kolonisten in Blaricum behoorde.
Bovendien was Van Anrooys moeder medeoprichtster van de Humanitaire School in Laren. Zij zat met professor Van Rees in het dagelijks bestuur van de school. Na de dood van Van Rees ontwierp Henri van Anrooy de Van Reesbank aan de Hoge Naarderweg 62 in Hilversum.

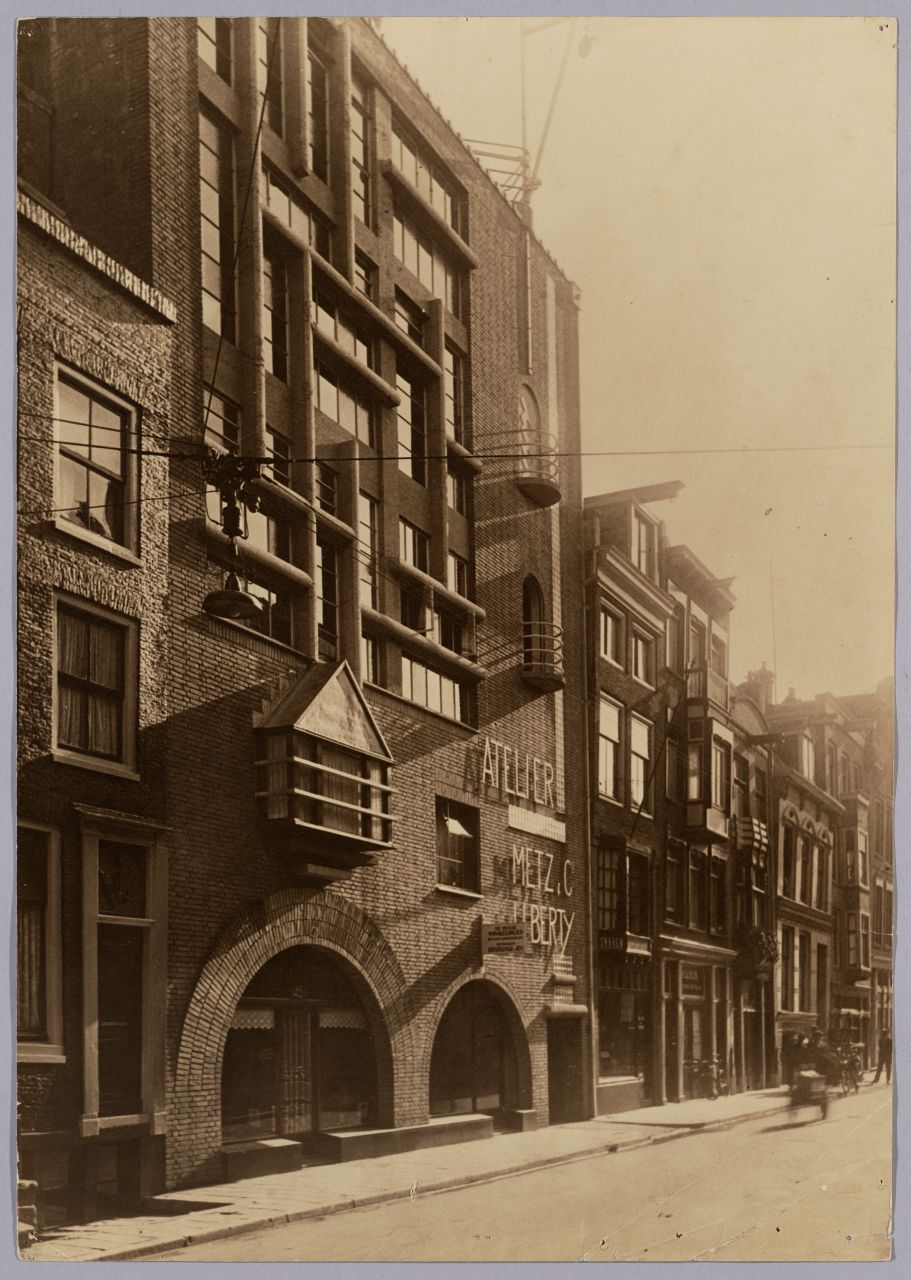
Atelier Liberty

## Uitgevoerde werken

### Amsterdam
- 1920 - verbouwing winkelinterieur van Liberty, hoek Keizersgracht/Leidsestraat
- 1926 - ateliergebouw Liberty van Metz & Co, Kerkstraat 45-49
- 1929 - Sint Gabriëlkerk, Deurloosstraat / Dongestraat, samen met architect Lauweriks[5]
- 1931 -  flatgebouw Apollolaan

### Laren
- 1923 - Humanitaire School, Leemkuil 1, met Jobs Wertheim

### Hilversum
- 1932 - Van Reesbank, Hoge Naarderweg 62